# بلی پلاست
بلی پلاست (به بلغاری: Beli plast) یک منطقهٔ مسکونی در بلغارستان است که در شهرستان کاردژالی واقع شده‌است.